# Vol EgyptAir 804
Le 19 mai 2016, un Airbus A320 effectuant le vol EgyptAir 804, un vol international régulier entre Paris et Le Caire est porté disparu alors qu'il vole à 37 000 pieds, soit environ 11 300 mètres et s'écrase en mer Méditerranée, ne laissant aucun survivant parmi les 56 passagers et 10 membres d'équipage.
Les opérations multinationales de recherche conduisent à la découverte de débris de l'avion à environ 290 kilomètres au nord d'Alexandrie. En juin, plusieurs parties de l'épave sont identifiées sur le fond marin et les deux enregistreurs de vol sont récupérés. Leur analyse indique la présence de fumée et des dégâts liés à des températures élevées, confirmant les messages reçus par l'ACARS qui indiquaient la présence de fumée à l'avant de l'appareil peu avant sa disparition.
Selon les autorités égyptiennes, des traces d'explosifs auraient été retrouvées sur des corps, ce que dément le Bureau d'enquêtes et d'analyses pour la sécurité de l'aviation civile français, pour qui l'hypothèse la plus probable est un incendie qui s'est propagé rapidement dans le poste de pilotage. 
En 2018, un rapport d'expertise judiciaire dans le cadre d'une enquête ouverte en France pour homicide involontaire relève plusieurs défauts de maintenance non signalés sur l'A320 lors des cinq vols précédant l'accident, sans déterminer s'ils en sont à l'origine. 
Selon une information du Corriere della Sera publiée en avril 2022, un rapport d'expertise judiciaire français aurait conclu que l'incendie avait probablement été initié par la combustion d'une cigarette dans le poste de pilotage, attisée par l'oxygène s'échappant d'un masque. 
Mais en octobre 2024, le ministère de l'Aviation civile égyptien retient plutôt celui d'une explosion dans un galley, derrière le cockpit.

## Déroulement des faits

### Avion

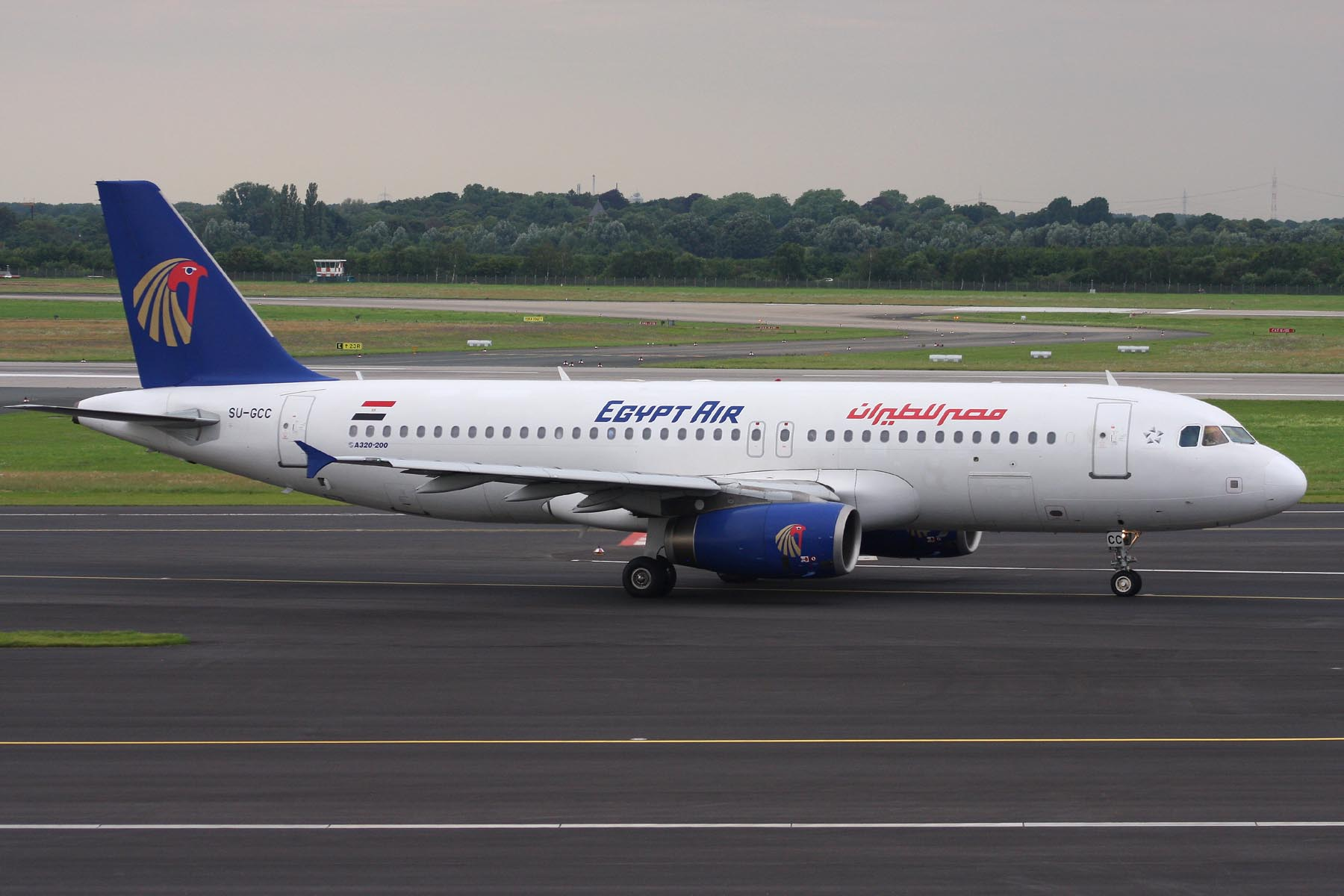
SU-GCC, l'appareil impliqué dans l'accident, ici à l'aéroport international de Düsseldorf en août 2009.

L'appareil impliqué était un Airbus A320-232, immatriculé SU-GCC (numéro de série 2088) et propulsé par deux moteurs IAE V2527-A5. Il a effectué son premier vol le 25 juillet 2003, et a été livré à la compagnie aérienne EgyptAir le 3 novembre 2003.
Il assurait la liaison entre l'aéroport de Paris-Charles-de-Gaulle, en France, et l'aéroport international du Caire, en Égypte. Il s'agissait alors du cinquième vol effectué par l'avion ce jour-là, après avoir volé depuis l'aéroport international d'Asmara, en Érythrée, jusqu'au Caire ; puis du Caire à l'aéroport international de Tunis-Carthage, en Tunisie, avant de retourner au Caire. Le dernier vol effectué par cet avion, avant son crash, était le vol 803 à destination de Paris, en France.
Le 1er juin 2016, une information rapporte que, selon les relevés ACARS, l'avion « se serait posé trois fois en urgence au cours des 24 heures précédant le crash » en raison d'alertes signalant une anomalie à bord, ce que démentent toutefois une « source proche de l'enquête » ainsi que des responsables d'EgyptAir.

### Déroulement du vol
L'avion en partance pour l'aéroport international du Caire est parti du terminal 1 de l'aéroport de Paris-Charles-de-Gaulle le 18 mai 2016 à 23 h 9 (UTC + 2). L'atterrissage au Caire était prévu à 3 h 15 (UTC + 2).
Alors que l'avion s'apprête à quitter l'espace aérien grec à une altitude de 37 000 pieds (11 300 m), les contrôleurs aériens grecs tentent de recontacter le pilote à 2 h 26 (UTC + 2), sans succès. Une fois entré dans l'espace aérien égyptien, l'avion disparaît des écrans radars grecs à 2 h 29 (UTC +2) à 280 km du Caire,.
Selon le ministre grec de la Défense, Pános Kamménos, peu après son entrée dans l'espace aérien égyptien, l'avion a tourné de 90° vers la gauche puis de 360° vers la droite tout en descendant de l'altitude de 37 000 pieds (11 300 m) à 15 000 pieds (4 600 m), et le signal radar a disparu à 10 000 pieds (3 000 m),,,.
Aucun appel de détresse n'a été reçu par le contrôle de la circulation aérienne. Les dernières communications de l'avion consistent en deux transmissions de sa radiobalise de localisation des sinistres reçues par le programme international Cospas-Sarsat. 

#### Messages ACARS
Des données de communications ACARS (Aircraft Communication Addressing and Reporting System), diffusées le lendemain de la catastrophe, signalent dans les minutes précédant la disparition de l'avion des anomalies du dégivrage des fenêtres proches du copilote, ainsi que de la fumée dans les toilettes et le compartiment avionique situés derrière lui,,. Le détecteur de fumée est un capteur optique qui se déclenche aussi en cas de brouillard dû à une brusque dépressurisation. L'apparition de messages d'erreur concernant les vitrages du copilote a mené d'abord à l'hypothèse d'une décompression explosive.
| Horodatage | ATA    | ATA                       | Message ACARS           | Signification du message                                           |
| ---------- | ------ | ------------------------- | ----------------------- | ------------------------------------------------------------------ |
| 00:26Z     | 3044   | Protection givre et pluie | ANTI ICE R WINDOW       | Dégivrage de fenêtre droite                                        |
| 00:26Z     | 561200 | Fenêtres                  | R SLIDING WINDOW SENSOR | Capteur de la fenêtre droite coulissante                           |
| 00:26Z     | 2600   | Protection incendie       | SMOKE LAVATORY SMOKE    | Fumée dans les toilettes                                           |
| 00:27Z     | 2600   | Protection incendie       | AVIONICS SMOKE          | Fumée dans l'avionique (ordinateurs de bord : système de pilotage) |
| 00:28Z     | 561100 | Fenêtres                  | R FIXED WINDOW SENSOR   | Capteur de la fenêtre droite fixe                                  |
| 00:29Z     | 2200   | Pilote automatique        | AUTO FLT FCU 2 FAULT    | Défaillance du pilotage automatique no 2                           |
| 00:29Z     | 2700   | Commandes de vol          | F/CTL SEC 3 FAULT       | Défaillance du système de pilotage no 3 (ailerons)                 |

### Lieu du crash

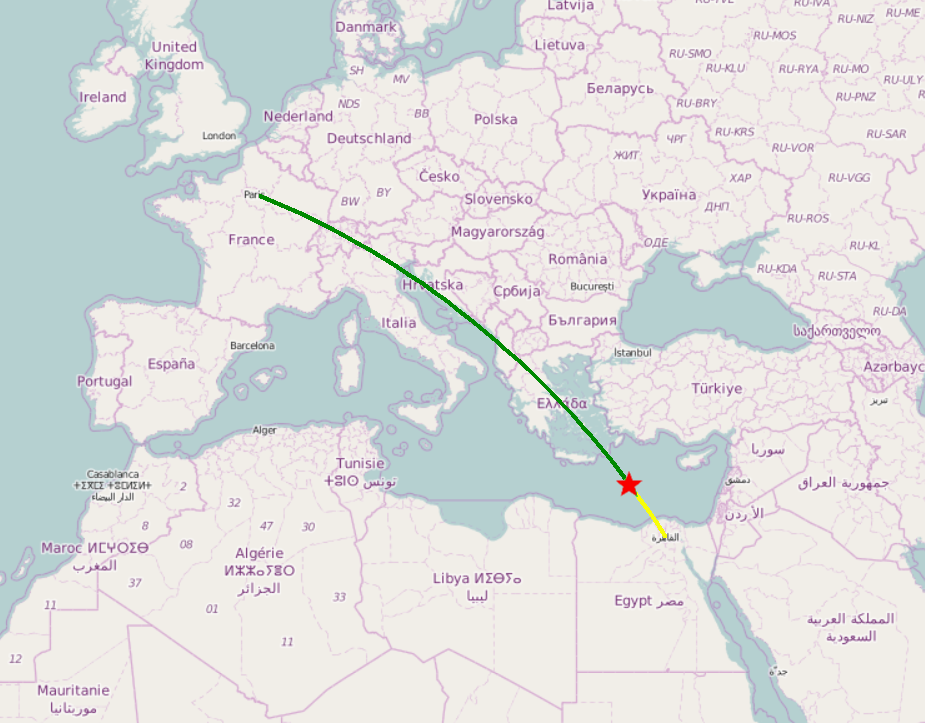
Trajet approximatif de l'avion et lieu de la catastrophe.

D'après les autorités grecques, l'avion s'est abîmé dans l'est de la mer Méditerranée, dans le bassin levantin, au large de l'île grecque de Karpathos, dans l'espace aérien égyptien.
Le 20 mai à 16 h GMT, le satellite radar de l'Agence spatiale européenne Sentinel-1A, détecte une fuite potentielle de carburant en Méditerranée orientale dans la zone du crash potentiel de l'appareil par 33°32'N / 29°13'E, soit à 158 NM dans le 136° de l'aéroport de Karpathos, sur une route se dirigeant vers l'aéroport du Caire à 121 NM plus loin. Une seconde image prise le lendemain à 4 h GMT montre la nappe ayant dérivé de 5 km environ.
Le 26 mai, la balise de détresse de l'avion, utilisant le système par satellites de télécommunications Cospas-Sarsat, émet et donne sa position permettant de mieux préciser le lieu du crash,. La profondeur où furent retrouvés les débris n'excédait pas 3 000 mètres.
Le 31 mai, arrivé sur zone, le navire Laplace a, selon l'annonce du BEA, capté « des signaux émanant probablement » d'une des deux boîtes noires de l'appareil. La confirmation par le Ministère de la Défense a suivi.

## Personnes à bord

### Passagers et équipage
Les 66 passagers et membres d'équipage sont tous morts dans l'accident. Ils détenaient respectivement la citoyenneté de 13 pays différents :
| Pays d'origine | Passagers | Équipage | Total |
| --- | --------- | -------- | ----- |
| Égypte | 30        |          | 30    |
| France | 12        |          | 12    |
| Algérie / France, | 4         |          | 4     |
| Canada | 2         |          | 2     |
| Irak | 2         |          | 2     |
| Arabie saoudite | 1         |          | 1     |
| Australie / Royaume-Uni                                                                                                   | 1         |          | 1     |
| Belgique | 1         |          | 1     |
| Koweït | 1         |          | 1     |
| Portugal | 1         |          | 1     |
| Soudan | 1         |          | 1     |
| Tchad | 1         |          | 1     |
| Non identifié |           | 10       | 10    |
| Total | 56        | 10       | 66    |
| Certains passagers ont des nationalités multiples. Le décompte se base sur des données préliminaires et peut dépasser 66. |           |          |       |

Selon les informations transmises par EgyptAir, l'avion transportait 56 passagers, dont trois enfants, venus de douze pays différents (dont certains possédant plusieurs nationalités).
L'équipage de 10 personnes était composé de deux pilotes, cinq agents de bord et trois agents de sécurité. D'après les responsable d'EgyptAir, le commandant de bord Mohammed Shoqeir avait 6 275 heures de vol à son actif, dont 2 101 heures sur Airbus A320, tandis que le copilote Mohamed Assem totalisait 2 766 heures de vol.

### Victimes
Le 17 octobre 2016, les Égyptiens acceptent le principe de la tenue d’une commission d’identification, préambule indispensable pour que les corps soient rendus aux familles.
Le 17 janvier 2017, les corps des passagers français décédés arrivent à Roissy.

## Opérations de recherche

### Forces américaines

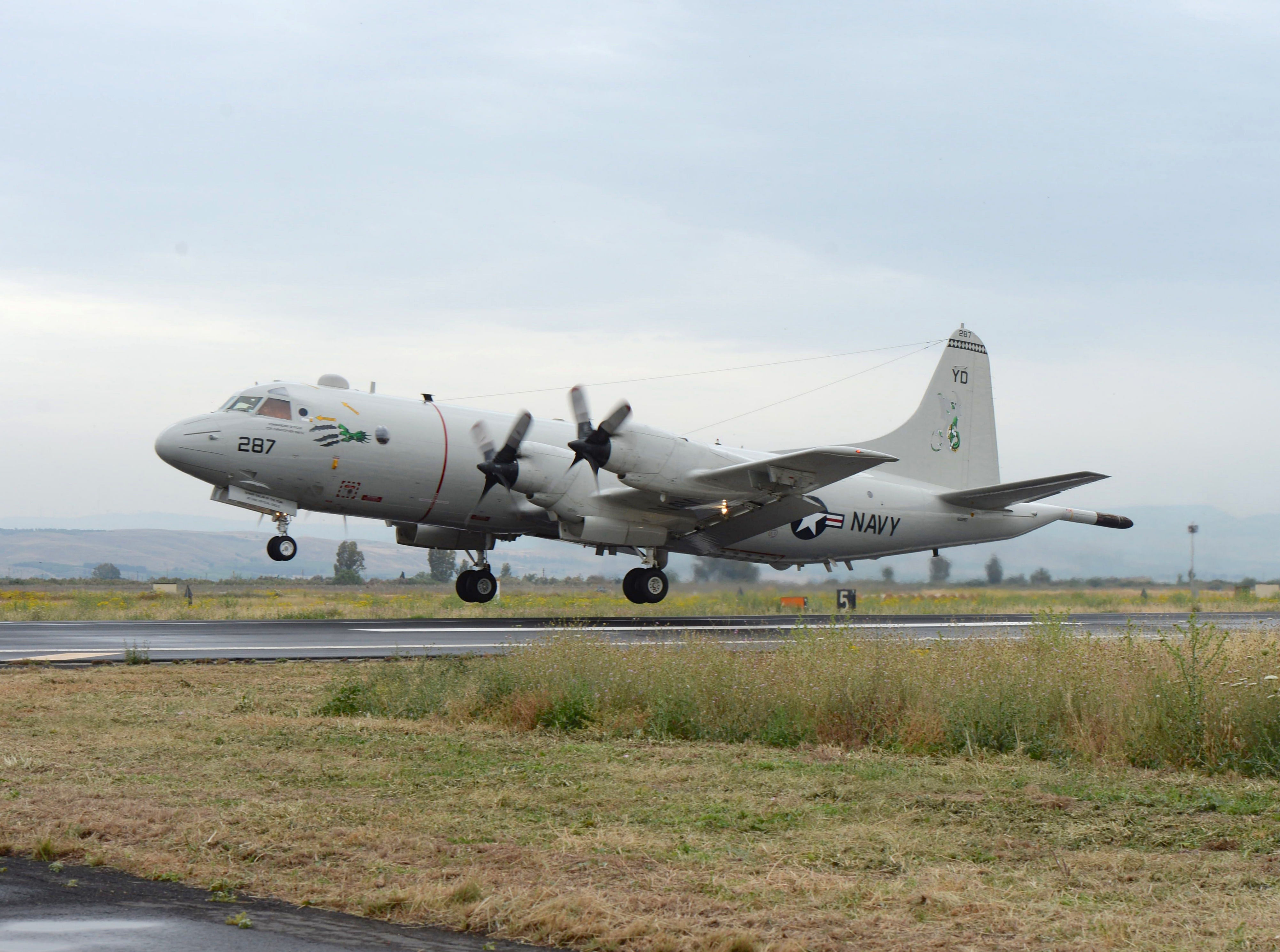
Le Lockheed P-3 Orion décollant de Sigonella pour rejoindre les recherches (19 mai 2016).

Un avion de patrouille maritime Lockheed P-3 Orion appartenant au squadron VP-4 de la marine des États-Unis a été envoyé au large de la Grèce pour participer aux recherches dès le premier jour du drame.

### Forces françaises
Un avion de reconnaissance Dassault Falcon 50M de l'aéronavale française s'est rendu sur la zone dès le matin de la disparition de l'avion. Appartenant à la Flottille 24F, il est intervenu directement depuis la BAN de Lann-Bihoué. Le navire collecteur de renseignements Dupuy-de-Lôme et l'aviso Enseigne de vaisseau Jacoubet de la Marine française ont reçu l'ordre de rejoindre la zone de recherche. La recherche des boîtes noires s'avère difficile compte tenu de la profondeur des eaux (3 000 mètres) à l'endroit de la zone de recherche. Un Atlantique 2, équipé d'un nez entièrement vitré, est déployé à partir du 20 mai. La Marine déploie également le bâtiment hydrographique Laplace , afin de mouiller des hydrophones et détecter les boîtes noires immergées . Il est fait appel à deux sociétés françaises spécialisées dans la recherche en eaux profondes, Alseamaret Deep Ocean Search.
Arrivé sur zone le 31 mai, le navire Laplace capte « des signaux émanant probablement » d'une des deux boîtes noires de l'appareil.
Le 15 juin, le navire de recherches en eaux profondes français, le John Lethbridge, localise plusieurs points où reposent des débris de l'avion.
Le 16 juin la boîte noire du cockpit (CVR, Cockpit Voice Recorder) est récupérée. L'enregistreur de voix est endommagé, mais, apparemment, les enquêteurs ont  pu « récupérer la partie qui contient la mémoire de l'appareil ». Il a été aussitôt transféré vers Alexandrie, où il sera analysé par une équipe d'enquêteurs égyptiens.
Le 17 juin, la seconde boîte noire (FDR, Flight Data Recorder, enregistreur des données du vol) est repêchée.
Le 16 juillet, le John Lethbridge arrive au port d'Alexandrie après avoir terminé sa mission et s'être assuré de la récupération de tous les restes humains sur le site du crash.

### Forces grecques
Le ministère grec de la Défense a annoncé le déploiement de quatre aéronefs militaires : deux avions (un Embraer Emb-145H de reconnaissance et un Lockheed C-130 Hercules de transport) et deux hélicoptères AS332 Super Puma. La garde-côtière grecque participe également aux opérations de recherche.

### Forces égyptiennes
La marine égyptienne a déclaré avoir trouvé des débris de l'appareil ainsi que des restes humains et des bagages appartenant aux passagers du vol.

### Satellites

#### Satellites de télédétection
Le 20 mai à 16 h GMT, le satellite radar de l'Agence spatiale européenne Sentinel-1A, détecte une fuite potentielle de carburant en Méditerranée orientale dans la zone du crash potentiel de l'appareil par 33°32'N / 29°13'E. Une seconde image prise le lendemain à 04:00 GMT montre la nappe ayant dérivé de 5 km environ.

#### Satellites de télécommunications
Le 26 mai, la balise de détresse de l'avion, utilisant le système par satellites de télécommunications Cospas-Sarsat, émet et donne sa position permettant de mieux préciser le lieu du crash.

## Boîtes noires
L'appareil est équipé de deux boîtes noires, le CVR Cockpit Voice Recorder, qui recueille les conversations dans le cockpit, et le FDR Flight Data Recorder, qui enregistre tous les paramètres de vol. Toutes deux ont été repêchées « en morceaux » les 16 et 17 juin 2016 par le John Lethbridge, un navire de la société franco-britannique Deep Ocean Search. Elles sont fortement endommagées. L'exploitation des enregistrements, effectuée en Égypte, sera longue, pouvant prendre plusieurs semaines, selon la commission d'enquête.
Le 24 juin, les mémoires des boîtes noires sont envoyées en France dans les laboratoires du Bureau d'enquêtes et d'analyses pour la sécurité de l'aviation civile (BEA) pour réparation avant retour en Égypte pour dépouillement.

### Enregistreur phonique du poste de pilotage
Le 2 juillet, le Comité d'enquête égyptien annonce que les données de l'enregistreur de voix du cockpit sont intactes et que « les membres du Comité quitteront bientôt la France pour ramener au Caire les enregistreurs réparés afin de poursuivre l'analyse et la lecture des données ».
Le 4 juillet, le CVR indique que l'un des deux pilotes présents dans le cockpit a essayé d'éteindre un incendie avant la catastrophe.
Le 16 juillet, la commission d'enquête égyptienne révèle que le mot « feu » a été capté par le CVR.

### Enregistreur des paramètres du vol
Le 27 juin, la mémoire du FDR est restaurée et renvoyée en Égypte pour exploitation.
Le 30 juin, les premiers dépouillements du FDR confirment les alertes du système automatisé de communications de l’appareil (ACARS), sur la présence de fumée dans les toilettes et à l’avant de la cabine.

## Débris
Des débris de l'avion commencent à être retrouvés peu après le début des recherches ; certains flottant à la surface de la mer Méditerranée, d'autres en profondeur repêchés par le navire de recherche John Lethbridge. D'autres enfin s'échouent sur les côtes de la Méditerranée.
Le 6 juillet, des débris sont retrouvés sur les berges de Netanya, au nord de Tel-Aviv.

## Enquête judiciaire française
Le jour même de la catastrophe, la France dépêche en Égypte une équipe d’experts du Bureau d'enquêtes et d'analyses pour la sécurité de l'aviation civile (BEA) et ouvre une enquête pour homicide involontaire, confiée à la Gendarmerie des transports aériens sous le contrôle du parquet de Paris.

## Enquête technique
Selon le ministre égyptien de l'aviation civile, Chérif Fathi, « la possibilité d'un attentat est plus grande que celle d'un problème technique, ». Cependant, aucune revendication terroriste n'a été faite, contrairement à celle émise lors du vol 9268 de la compagnie MetroJet. L'appareil ayant effectué plusieurs vols et escales  juste auparavant ce trajet, des problèmes liés à la sécurité ont été évoqués.
Fin juin 2016, la commission d'enquête égyptienne indique qu'une détérioration due à une haute température ainsi que de la suie sont visibles sur des parties de l'avant de l'avion.
Le 22 juillet 2016, le New York Times rapporte qu'au vu de l'analyse des boîtes noires, l'avion s'est probablement désintégré en plein vol après un incendie dans le cockpit ou près de ce dernier sans savoir pour autant si cet incendie était d'origine accidentelle ou criminelle.
En août 2016, le ministre français des Affaires étrangères Jean-Marc Ayrault critique l'absence de précision sur l'explication officielle concernant les raisons de l'accident.
Le 16 septembre 2016, les enquêteurs de l'Institut de recherche criminelle de la Gendarmerie nationale (IRCGN) constatent la présence de TNT sur des débris de l'appareil, mais la justice égyptienne ne leur laisse pas la possibilité de les examiner en détail,.
Le 9 octobre 2016, les relations entre l'Égypte et la France sont « polluées » du fait des conclusions contradictoires des causes du crash, les autorités égyptiennes privilégiant l'hypothèse de l'attentat tandis que les enquêteurs français du BEA accréditent la thèse d’un incendie qui se serait déclaré dans le cockpit avant de se propager dans le reste de l’avion.
Le 16 décembre 2016, la commission d'enquête égyptienne annonce que des traces d'explosif ont été retrouvées sur les restes de passagers,.
Le BEA français refuse de corroborer les analyses d'explosif. Il suggère que l'incendie aurait pu être provoqué par l’explosion des tablettes iPad et téléphones portables iPhone du copilote,. Peu avant le décollage, les caméras de surveillance de l'aéroport ont filmé ces éléments contre la vitre du cockpit d'où les messages ACARS ont signalé le départ d'incendie.
Pour l'Égypte, accréditer la thèse de l'attentat fait retomber les conséquences de l'attentat sur l'administration de l'aéroport Charles de Gaulle. Corollaire : si la cause est un incident technique, la compagnie Egyptair doit en assumer la responsabilité.
Le 6 mai 2017, la chaîne de télévision qatarie Al Jazeera indique que les enquêteurs sont convaincus de la thèse accidentelle du crash car ils n'ont pas retrouvé de trace d'explosif sur les corps des victimes françaises restituées en janvier 2017.
Dans un communiqué du 6 juillet 2018, le BEA français répète qu'au vu des éléments dont il dispose, l'hypothèse privilégiée « est qu'un incendie s’est déclaré dans le poste de pilotage alors que l'avion évoluait à son altitude de croisière, incendie qui s'est développé rapidement et a entraîné la perte de contrôle de l'avion ».
Un rapport d’expertise commandé par la justice française, remis en juin 2018 et révélé par le journal Le Parisien le 2 avril 2019, démontre que l’Airbus A320 d’Egyptair souffrait d’un défaut de maintenance et n’aurait pas dû décoller de Paris,,,,. Les deux experts désignés par les juges français ont découvert une vingtaine d’alertes concernant des défauts récurrents au cours des cinq vols ayant précédé sur deux jours le vol MS804. Ces défauts concernaient en particulier des disjoncteurs électriques, une valve moteur dans le système de prélèvement d’air sur les moteurs de l’avion pour alimenter le système de pressurisation de l’appareil et le déclenchement du détecteur de fumées des toilettes,. D'après les experts, « les défauts majeurs, signalés par alarme visuelle et sonore ne font l'objet d'aucun signalement technique »  et « les enregistrements démontrent que le ou les disjoncteurs ont été manuellement réengagés en totale contradiction avec les consignes du constructeur ».
D’après les données Acars analysées par les experts du 1er mai jusqu’au jour du crash, la défaillance électrique a été responsable d’alertes sur 29 vols et le problème de la valve moteur sur 51 vols. D'après les deux experts, « les défauts ne sont signalés que lorsque l'aéronef est en base principale (Le Caire) afin, de toute évidence, d'éviter une immobilisation d'un aéronef en escale pour dépannage ». Les experts remettent également en cause la compétence du technicien chargé de la maintenance Egyptair à l’aéroport Charles de Gaulle et estiment que « l'application non conforme des procédures et consignes ne permet pas à la compagnie EgyptAir d'apprécier correctement l'état technique de l'aéronef au moment du départ de CDG ». Pour autant, estiment les deux experts, « l'étude des éléments mis à la disposition des experts ne permet pas de déterminer si l'accident de l'Airbus SU-GCC découle des différents défauts techniques dont souffrait cet aéronef », bien que la récurrence de certains défauts mentionnés puisse, selon eux, « être le signe précurseur d'une défaillance électrique majeure ».
Le 10 avril 2019, le ministre égyptien de l'aviation civile dément tout manquement imputable à la compagnie aérienne et déclare que « le système de suivi des pannes techniques de l'avion n’a enregistré aucun problème technique avant le crash ».

### Scénario d'un incendie dans le poste de pilotage
Le 26 avril 2022, le quotidien italien Corriere della Sera affirme avoir pu consulter un rapport d'experts remis à la cour d'appel de Paris en mars et qui conclurait à un incendie dans le cockpit dû à la conjonction de deux facteurs : une fuite du masque à oxygène du copilote et la combustion d'une cigarette,. Les deux pilotes auraient été «fatigués par ce vol nocturne et le manque de sommeil», et avaient l'habitude de fumer, ce qu'EgyptAir n'interdisait pas à l'époque. Le masque à oxygène du copilote avait été remplacé le 16 mai 2016 pour une raison indéterminée, faute de coopération des autorités égyptiennes à l'enquête, et aurait été placé par inadvertance en mode urgence, dans lequel une fuite d'oxygène peut se produire, ce qui aurait attisé la combustion,.

### Scénario d'une explosion dans un galley
Le 30 octobre 2024, le ministère de l'Aviation civile égyptien écarte le scénario précédent et retient celui d'une explosion dans un galley, derrière le cockpit, qui aurait endommagé le circuit d'oxygène du copilote.

## Réactions

### En France
Le jour même de la catastrophe, à 8 h 30, le président de la République, François Hollande, a réuni plusieurs de ses ministres pour une réunion de crise à l'Élysée. Peu après, François Hollande s'est entretenu par téléphone avec son homologue égyptien Abdel Fattah al-Sissi pour convenir des modalités de recherche et de coopération.
Une réunion d'information aux familles a été organisée au Quai d'Orsay le samedi 21 mai au matin.
À partir d'août 2016, des membres des familles concernées commencent à se poser des questions et s'expriment dans les médias français, dont :
- Danielle Gilles, qui a perdu son fils et sa belle-fille dans l’accident et se confie au micro de Maxime Switek sur Europe 1[90] ;
- Serge Guillotte, qui a perdu son épouse dans l’accident, interviewé sur France Inter[91] ;
- le jeudi 22 septembre, Sophie, qui a perdu son fils dans l'accident, se confie au micro de Thomas Sotto sur Europe 1[92] ;
- le mercredi 28 septembre, Maître Sébastien Busy, avocat de 22 familles, dont 14 françaises déplore ce retard : « Rien ne peut légitimer un tel retard. Les proches des victimes ont l'impression d'être pris en otages dans le jeu diplomatique entre Paris et Le Caire »[93] ;
- le 17 novembre, de nombreux parents manifestent devant l'ambassade égyptienne à Paris protestant contre la lenteur de la procédure de récupération des corps des victimes, couverts par de nombreux médias, dont :
  - Le Figaro se fait l'écho que, malgré la visite de parlementaires français au Caire, l'Égypte tarde à rendre les corps des victimes[94],
  - France Info interview [95],
  - Slate Afrique déclarant qu'« avec le gouvernement égyptien, on risque ne pas connaître toute la vérité du vol MS804 avant longtemps »[96],
  - RFI parlant d'« une brouille diplomatique - les intérêts sur le tourisme égyptien étant notamment en jeu »[97],
  - LCI, reprenant un reportage issu du journal télévisé week-end du 18 novembre 2016 présenté par Anne-Claire Coudray sur TF1[98],
  - « Selon toute vraisemblance, les informations portées à la connaissance du BEA et du constructeur Airbus (messages ACARS, CVR) permettent de conclure que ces deux entités ont une idée précise du déroulement des faits. La législation internationale impose cependant que ce soit à l'Égypte de se prononcer au risque d'intérêts politiques divergents »[99] ;
- le samedi 17 décembre, après des mois de polémiques, l'Égypte annonce qu'elle va rendre aux familles les dépouilles des victimes[100],[101],[102] ;
- le samedi 31 décembre, EgyptAir indique, dans un communiqué, avoir commencé à « superviser la remise des restes des membres d'équipage du vol MS804 » à leurs familles[103] ;
- le 17 janvier 2017, les corps des passagers français décédés arrivent à Roissy[28].

### Aux États-Unis
Le jour de la catastrophe, Hillary Clinton reprend la thèse d'un acte  terroriste évoqué par les autorités égyptiennes en ajoutant qu'il « faut un leadership stable et intelligent comme seuls les États-Unis peuvent en fournir en collaboration avec leurs alliés ». Tandis que son opposant à la prochaine campagne présidentielle Donald Trump est sûr « à 100 % » qu'un avion a explosé dans le ciel et demande : « qu'attendons nous pour devenir plus forts, intelligents et vigilants ? ».

### Église catholique
Le pape François envoie ses condoléances au président de la République arabe d'Égypte Abdel Fattah al-Sissi. Il l'assure de ses prières et « confie à Dieu les âmes des personnes décédées de différentes nationalités ».

### Organisation des Nations Unies
Le secrétaire général de l'ONU, Ban Ki-moon, a exprimé sa profonde tristesse et envoie ses « condoléances aux familles des victimes, aux gouvernements et aux peuples affectés par cette tragédie ».

## Médias
L'accident a fait l'objet d'un épisode dans la série télévisée Air Crash nommé « Mystère en Méditerranée » (saison 22 - épisode 10).